# Каркаралинские горы
Каркарали́нские го́ры (каз. Қарқаралы таулары) — горный массив в Каркаралинском районе Карагандинской области Казахстана, восточная часть Казахского мелкосопочника.
Горы сложены гранитами, порфиритами, кварцитами и другими породами. Склоны расчленены долинами и лощинами. Высшая отметка массива — 1403 м (пик Комсомольский — часть горы Жиренсакал в южной части горного массива). Другие высокие вершины — Шанкоз (1360 м) на севере, Коктобе (1254 м) на западе, Мырзашокы (1169 м) на юго-западе, Акте рек (1230 м) на юго-востоке, Каркаралы (1206 м) на северо-востоке. Гора Каркаралы с зубчатыми вершинами дала название всему горному массиву. Многочисленны озёра: Улькенколь, Чёртово (Шайтанколь), Пашенное, Бассейн, Кишиколь, Шурыкколь и др.
На склонах господствует ковыльная и ковыльно-разнотравная степная растительность, встречаются участки сосновых лесов. Другие встречающиеся растения — можжевельник, ива, караган, спирея (таволга), шиповник, малина, смородина.
Имеются месторождения полиметаллических руд.
Часть территории, занимаемой Каркаралинскими и Кентскими горами, входит в состав Каркаралинского национального парка.